# Thilo Späth
Thilo Späth (né le 8 juin 1987 à Achern, dans le Bade-Wurtemberg) est un joueur allemand de volley-ball. Il mesure 1,92 m et joue libero. Il totalise 22 sélections en équipe d'Allemagne.

## Clubs
| Club                | De        | À         |
| ------------------- | --------- | --------- |
| Bayer Wuppertal     | 2007-2008 | 2009-2010 |
| VfB Friedrichshafen | 2010-2011 | 2019-2020 |

## Palmarès
- Championnat d'Allemagne (1)
  - Vainqueur : 2011
  - Finaliste : 2013, 2014
- Coupe d'Allemagne (2)
  - Vainqueur : 2012, 2014